# 坦恩-盖布维莱尔区
坦恩-盖布维莱尔区（法語：Arrondissement de Thann-Guebwiller）是法国大東部大區上莱茵省的一个区，在2015年的区改革中由前坦恩区和盖布维莱尔区的大部分地区合并而成。2017年1月，该区的7个市镇被划入科尔马-里博维莱区，现有81个市镇。